# TIBCO Spotfire Analytics
TIBCO Spotfire Analytics ist eine kommerzielle Software-Plattform für Business-Intelligence-Lösungen zur systematischen Analyse von unternehmenseigenen und -fremden Daten. Hersteller ist TIBCO Software Inc. Die Software weist eine modulare Struktur auf. Im Gegensatz zum klassischen Ansatz der Business Intelligence-Lösungen, welche vorwiegend vergangenheitsorientiert und deskriptiv ausgerichtet sind, liegt einer der Schwerpunkte von TIBCO Spotfire in der Erzeugung prädiktiver Analysen. Damit ist die Software eher der Sparte „Business Analytics“ oder „Data Discovery“ zuzuordnen.

## Geschichte und Entwicklung
Die zugrundeliegende Technik der Software wurde in den frühen 1990er Jahren an den Mensch-Computer-Interaktions-Laboratorien der University of Maryland, College Park entwickelt. Der schwedische Gaststudent Christopher Ahlberg arbeitete gemeinsam mit Ben Shneiderman an der Entwicklung von Anwendungen für dynamische Abfragen. Nach seiner Rückkehr nach Schweden schuf Christopher Ahlberg an der Chalmers University of Technology ein auf Unix basierendes Werkzeug zur Visualisierung und Exploration (IVEE – Information Visualization and Exploration Environment) und gründete 1996 das Unternehmen Spotfire mit einem Entwicklungszentrum in Göteborg (Schweden) und dem Unternehmenshauptsitz im nordamerikanischen Cambridge (Massachusetts).
2007 übernahm TIBCO Software Inc. das schwedische Softwareunternehmen und integrierte Spotfire ins eigene Produktportfolio. TIBCO kombinierte die bestehenden Echtzeit-Infrastrukturlösungen mit der unternehmensweit skalierbaren Analysetechnologie der Spotfire-Plattform und entwickelte ein Server-Add-On (TIBCO Spotfire Operations Analytics), welches Business Intelligence für Realtime-Prozessmanagement ermöglicht. In 2008 akquirierte TIBCO die Insightful Corporation und ergänzte die Enterprise Analytics-Plattform durch die Integration der S+-Technologie. In weiteren Entwicklungsschritten wurde der TIBCO Spotfire S+ Server (heute TIBCO Spotfire Statistics Services) entwickelt und die Kompatibilität mit TIBCO Spotfire S+, dem TIBCO Spotfire Miner und der Open-Source-R-Umgebung erweitert. Am 2. Februar 2009 stellte TIBCO Spotfire erstmals eine Version der Enterprise-Analytics-Plattform in deutscher, französischer und japanischer Sprache vor.
Aktuelle Version: TIBCO Spotfire 7.9

## Aufbau und Funktionsumfang

### Module
Clients und Add-ons: Visual, Analytic & Dynamic in Memory Engines
- TIBCO Spotfire Professional
- TIBCO Spotfire Enterprise Player – Analyse-Client
- TIBCO Spotfire Web Player – zero install Web-Client
- TIBCO Spotfire Metrics – Erweiterte Funktionalität und Zusätzliche Werkzeuge für TIBCO Spotfire Professional
- TIBCO Spotfire Network Analytics – Erweiterter Funktionsumfang zur Analyse und Visualisierung komplexer Netzwerke

Statistik und Datamining:
- TIBCO Spotfire S+ – statistische Programmierplattform mit vollständig integrierter Entwicklungsumgebung
- TIBCO Spotfire Miner – Data Mining Software

Server und Add-ons:
- TIBCO Spotfire Server – Administration & Integration
- TIBCO Spotfire Application Data Services – Server Add-On zur verbesserten Datenkonnektivität
- Event Processing Services – Server Add-On für Real-Time Datenkonnektivität (Bsp. TIBCO Spotfire Operations Analytics Bundle)
- TIBCO Spotfire Web Player Server – Server Add-On für das Erzeugen und Verbreiten von analytischen Applikationen über das Web
- TIBCO Spotfire Automation Services – Server Add-On zur Bereitstellung erweiterter Reporting-Funktionen
- TIBCO Spotfire Statistics Services – Computation Engine – Server, welcher bereits erzeugte statistische Skripte oder Data Mining-Worksheets berechtigten Anwendern bereitstellt (computergestützte Analytik – statistik, prädiktive Analytik & Datamining (S+ / R / SAS / Matlab))

SDK
- TIBCO Spotfire Developer – Zur individuellen Anpassunge und Erweiterunge der Spotfire Enterprise Analytics Plattform

### Hauptfunktionen
- Analyse und Exploration von Daten mit Hilfe intuitiver und interaktiver Visualisierungen
  - Visualisierungen: Säulendiagramm, Liniendiagramm (vertikal u. horizontal), Kombinations-Chart, Tabellen, Kontingenztafel, Kreisdiagramm, Streudiagramm (Scatter Plot), 3D Scatter Plot, Map Chart, Tree Map, Heatmap, Parallel-Koordinaten-Plot, Übersichtstabelle, Boxplot, Sparklines
  - In-Memory Daten-Architektur bietet erhöhte Geschwindigkeit und Flexibilität
- Direkter Zugriff auf gemeinschaftliche Datenquellen des Unternehmens
  - SAP BW, SAP R/3, Oracle eBusiness Suite, Salesforce.com sowie ODBC – und verschiedene JDBC Datenbanken (z. B. Sybase SQL Server, Oracle, Microsoft, MySQL, DB2, Teradata etc.)
- Zugriff und Analyse sehr großer Datenmengen (Hadoop/Hive)
- Flexible Datenintegration lokaler Datenquellen
  - Microsoft Access, Microsoft Excel, CSV, XML und jedes Standard-Datenformat
  - Integration von Tabellen per Drag & Drop
- Erzeugen und Verbreiten von analytischen Applikationen über das Web
  - Zero Footprint Client; Keine Client-Installationen und keine Plug-Ins
- Erzeugung statistischer Analysen und Entwicklung neuer analytischer Methoden und Modelle
  - Enge Anbindung an die Anwendungspakete von TIBCO Spotfire S+
  - Zentrale Bereitstellung und Anwendung von S+- und R-Modellen – Ab Version 4.5 auch von SAS- und Matlab-Skripten
- Analyse von Echtzeit- und ereignisgesteuerten Daten
- breites Lösungsportfolio für Branchen- und Fachanwendungen

## Verbreitung/Anwendungsgebiete
TIBCO Spotfire Analytics ist für die Betriebssysteme Windows XP, Windows Vista oder Windows 7 (32 & 64 bit) ausgelegt.
Nach Angaben des Herstellers gibt es weltweit über 1.000 Kunden und über 70.000 Nutzer. Die Software wird in den verschiedensten Spezialgebieten eingesetzt, zum Beispiel in den Biowissenschaften und der Pharmaindustrie, im Finanzwesen, in der Energie- und Telekommunikationsbranche, in der Produktion und Fertigung, in Regierungsorganisationen oder von Geheimdiensten verwendet. Diverse branchenspezifische Lösungen wurden bereits entwickelt. In den Biowissenschaften gilt TIBCO Spotfire mit seinen verschiedenen Lösungen für Analysen in den Bereichen Forschung und klinische Entwicklung als globaler Marktführer.
Die Analytik-Plattform wird von Analysten als Konkurrent zur BI-Software der etablierten Anbieter wie Oracle, IBM, Microsoft, MicroStrategy, SAP oder SAS eingestuft. Des Weiteren gilt TIBCO Spotfire, gemeinsam mit Tableau und Qlikview, als eine der führenden DataDiscovery-Unternehmensplattformen im Bereich des Self-Service BI. Laut Gartner Research ist TIBCO Spotfire einer der aussichtsreichsten „Herausforderer“ auf dem Markt für Business-Intelligence-Plattformen. Forrester Research vergibt im Bereich Self-Service Business Intelligence im Juni 2012 Bestnoten an TIBCO Spotfire in der Kategorie „Aktuelles Angebot“ und positioniert deren BI-Plattform in einer Führungsposition.